# Robert Dubois
Pour les articles homonymes, voir Dubois.
 (avril 2016).
Robert Dubois  est un céramiste français, né à Bézancourt en 1709, et mort à Tournai en 1769.

## Biographie
Robert Dubois est né à Bézancourt en 1709, et son frère, le céramiste Gilles Dubois, en 1713. En 1732, il entre à la manufacture de Porcelaine de Chantilly en qualité de tourneur, après une formation à la Manufacture de Saint-Cloud. Son frère le rejoindra en 1736. Y travaille également Claude Humbert Gérin (1705-1750), qui sera renvoyé de Chantilly avec les deux frères. Ils participeront en 1738 à la fondation de la Manufacture de Vincennes, prétendant détenir les secrets de la fabrication de la porcelaine dont ils proposent, avec son frère à Jean-Louis Henri Orry, conseiller d'État et intendant des Finances, et à Jean-Baptiste de Machault d'Arnouville de leur céder les secrets de fabrication. Ils acceptent leurs propositions et les installent dans les anciennes cuisines du pavillon de la reine du château de Vincennes. Ils sont renvoyés par Orry de Fulvy pour des problèmes financiers, ayant perdu60 000 livres en cinq ans. Ils seront remplacés par Louis François Gravant, un de leurs anciens ouvriers à Chantilly. 
En 1743, Gérin propose à Edmé Serrurier d'héberger la fabrication de sa « terre blanche » dans ses ateliers. Les frères Dubois s'associeront avec Gérin, Serrurier et Adrien Pierre Mignon pour une courte durée puisque, dès 1746, Mignon et Serrurier restent seuls à la tête de l'entreprise de la rue de Charenton qui déménagera en 1749, face à la rue de Pont-aux-Choux, sur la contrescarpe. Il s'agissait de la création de la Manufacture de Pont-aux-Choux, de faïence fine (terre blanche opaque).
Entrés au service de Pierre Barthélémy Dorez et de son fils Firmin Dorez en 1749, propriétaires de la Manufacture de Valenciennes et de la Manufacture de Céramique de Saint-Amand-les-Eaux, Robert Dubois épouse Joséphine Cerisier à Saint-Amand-les-Eaux. Au début de 1751, François Joseph Carpentier vend la manufacture de faïence qu'il vient d'installer au quai des Salines, à Tournai, à François Joseph Peterinck qui va y fabriquer la Porcelaine de Tournai. Carpentier présente au repreneur les frères Dubois qui sont les employés de son beau-frère Dorez, et il en fait ses associés. Ils apportent leurs connaissances techniques dans la fabrication des pâtes, tant en faïence qu'en porcelaine. Cette même année, Jean Mathias Caillat, peintre transfuge de Vincennes, vend les secrets de fabrication des couleurs à Péterinck, ce qui lui vaut d'être embastillé pour trois ans et déporté au Mont-Saint-Michel. Peterinck présente à Charles de Lorraine un lustre en porcelaine fabriqué par les frères Dubois, composé de deux étages, entrelacé de seize branches dont la qualité des fleurs qui les compose est remarquable. Il obtient alors du gouverneur général un monopole de trente ans. En 1752, Gilles Dubois quittera Tournai en compagnie d'Henri Florentin Chanou I pour Vincennes. Ils sont en fait partie espionner les secrets des nouveaux procédés de fabrication. Robert Dubois devient directeur de la manufacture et supervise le moulage, le tournage et les cuissons.
En 1758, Robert Dubois arrive à Chantilly en compagnie de plusieurs ouvriers de Tournai et de son beau-frère Cerisier. Il meurt dans cette ville en 1769.